# Llibre sobre el mesurament de figures planes i esfèriques

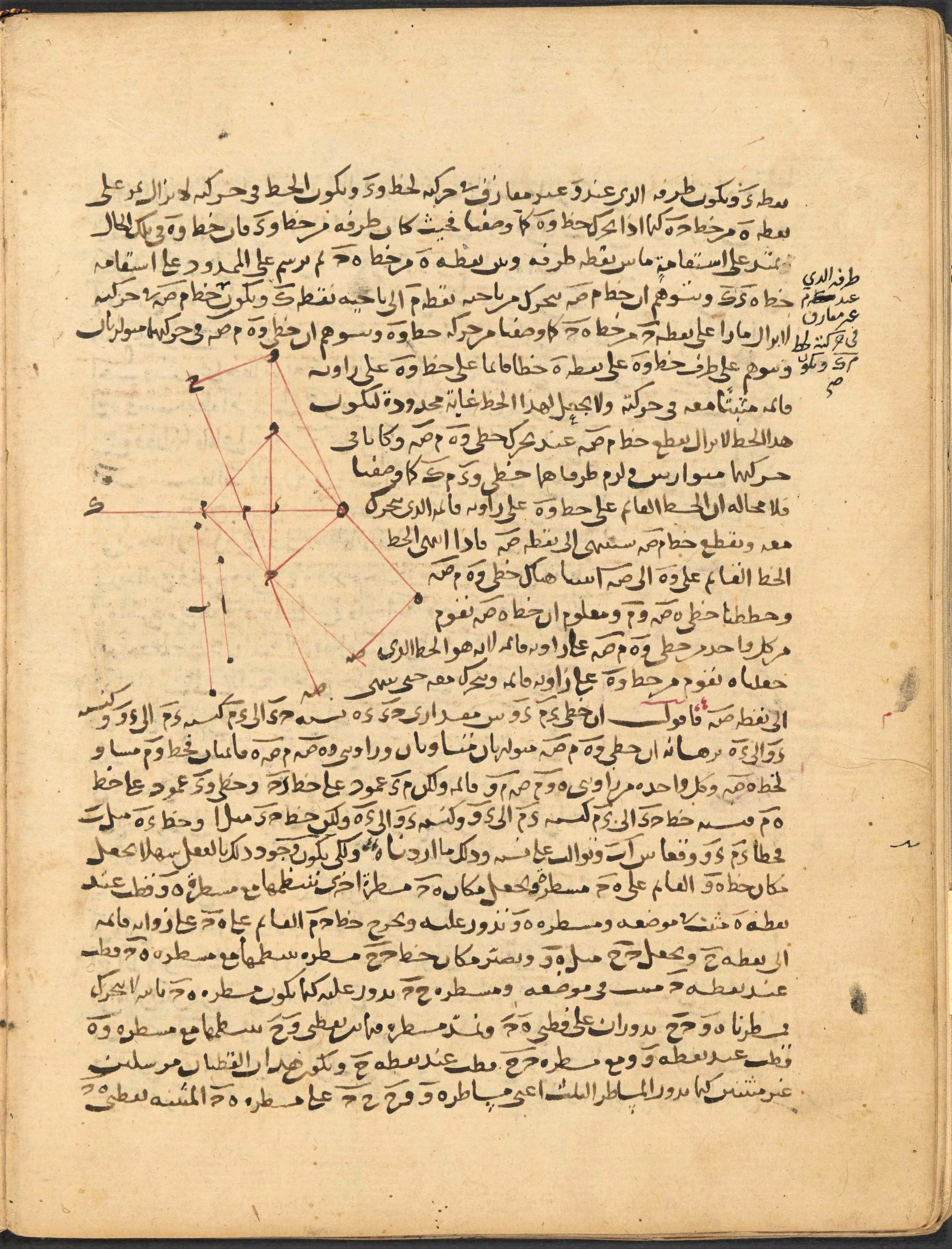
Una pàgina del Llibre sobre el mesurament de figures planes i esfèriques, Universitat de Colúmbia, Nova York

El Llibre sobre el mesurament de figures planes i esfèriques (en àrab: كتاب معرفة مساحة الأشكال البسيطة والكريّة, Kitāb maʿrifah masāḥat al-ashkāl al-basīṭah wa-al-kuriyyah wa-al-kuriyyah) fou la més important de les obres dels Banū Mūssā (tres germans perses del segle ix que treballaven a Bagdad). En va fer una traducció al llatí l'astròleg italià del segle xii Gerard de Cremona, amb el títol Liber trium fratrum de geometria i Verba filiorum Moysi filii Sekir. L'obra originària en àrab, l'edità el polimata persa Nasṣīr-ad-Dīn at-Ṭūssí en el segle xiii. L'obra originària en àrab no es conserva pas, però el contingut se'n coneix per traduccions posteriors.
El tractat, que és un estudi de geometria, era semblant a dos llibres d'Arquimedes, Sobre la mesura del cercle i Sobre l'esfera i el cilindre. Va ser molt utilitzat en l'edat mitjana i citada per autors com ara Thàbit ibn Qurra, Ibn al-Hàytham, Leonardo de Pisa (en el seu Practica geometriae), Jordanus Nemorarius i Roger Bacon. Tracta els conceptes geomètrics d'àrea i volum, trisecció de l'angle, construcció i seccions còniques. Inclou teoremes desconeguts per als grecs.
Aquesta obra es va reeditar en llatí amb traducció a l'anglés per l'historiador estatunidenc Marshall Clagett, que també ha resumit com va influir l'obra en els matemàtics medievals.